# 西居爾·馬格努森
西居爾·馬格努森（挪威語：Sigurd Magnusson，約1180年—1194年4月3日），挪威貴族及王位覬覦者，在挪威內戰時期曾成為對抗國王斯韋雷的反對黨擁立的敵對國王（1193年－1194年）。

## 生平
西居爾·馬格努森是挪威國王馬格努斯五世唯一公開承認的兒子。1184年，馬格努斯五世菲麥特海戰因為馬格努斯五世的戰敗和死亡，而終結了與斯韋雷·西居爾松雙方持續數年的戰事，此後，主要由挪威貴族，神職人員和商家組成的團體成立，以罷免王斯韋雷。
年輕的西居爾於1193年在通斯堡附近的Haugating被宣佈為挪威國王。作為馬格努斯五世的兒子，西居爾得到來自設得蘭群島和奧克尼群島的所謂「島人(Øyskjeggene)」（Isle Beards）支持而成為名義上的國王。真正的領袖是馬格努斯五世的姐夫豪爾徹伊·約翰森。隨著奧克尼伯爵哈拉爾德·馬達德森，豪爾徹伊·約翰森將他的軍隊聚集在奧克尼群島和設得蘭群島上。在維肯建立自己據點後，「島人」航行到卑爾根。雖然他們佔領城市本身和周邊地區，但是在斯韋雷城堡中仍然有一支樺樹皮鞋黨的軍隊

。

## 伏洛沃格戰役（英语：Battle of Florvåg）
1194年春天，國王斯韋雷向南航行以對抗「島人」。 這兩支艦隊在卑爾根以北的Askøy島上的弗洛爾沃格相遇。斯韋雷和他的部隊面對西居爾·馬格努森和「島人」。斯韋雷帶著一支龐大的艦隊來到格拉夫達爾，這支艦隊劃過弗洛瓦哥。1194年4月3日棕枝主日的早上，戰鬥發生。樺樹皮鞋黨憑著豐富的戰鬥經驗證明是決定性。豪爾徹伊·約翰森和他的大多數跟隨者一起被打敗並殺死，包括西居爾·馬格努森。斯韋雷獲勝，但在血腥的戰鬥中大約有2500名士兵喪生
。
西居爾·馬格努森的屍體在卑爾根示眾，以展示國王斯韋雷的力量，同時也防止任何冒充自稱是這年輕王子的冒名頂替者。他的屍體被埋葬在卑爾根聖瑪利亞堂的教堂墓地Mariakyrkjegarden。